# Gymnázium Ladislava Novomeského
Gymnázium Ladislava Novomeského je všeobecné gymnázium v Senici. Bylo pojmenováno na počest slovenského básníka a politika Ladislava Novomeského.

## Historie
Gymnázium Ladislava Novomeského vzniklo v roku 1948 odčleněním jedné třídy státní pedagogické akademie v Nitre. Rok 1989 přinesl do gymnázia humanizaci. Posilnilo se vyučování cizích jazyků a odbourala se polytechnizace. V roce 1994 byl zaveden osmiletý typ studia.

## Současnost
Gymnázium se snaží připravovat studenty na vysokou školu. 95% absolventů pokračuje v studiu na vysoké škole. Uskutečňuje studentskou výměnu s belgickými studenty. Cílem výměnného programu je porovnání různých druhů umění ze Slovenska a Belgie. Gymnázium vede studentský časopis GymSen. Studenti se účastní matematických, autorských a novinářských soutěží. Úspěchy dosahují i na matematických, fyzikálních a chemických olympiádách.

## Výuka
Školní vzdělávací plán je založen na principu zaměření tříd na humanitní a přírodovědné. Humanitní třídy jsou zaměřeny na studium jazykových a společenskovědných předmětů. Ve třídách s přírodovědným zaměřením se studují přírodovědné a matematické předměty v rámci studijního plánu. Volitelné předměty připravují studenty k maturitní zkoušce. Studenti mají možnost výběru mezi volitelnými předměty :
- Deskriptivní geometrie
- Informatika
- Konverzace v anglickém jazyku
- Konverzace v německém jazyku
- Semináře humanitní a přírodovědné
- Společenskovědný seminář